# Metadesmolaimus gaelicus
Metadesmolaimus gaelicus is een rondwormensoort uit de familie van de Xyalidae. De wetenschappelijke naam van de soort is voor het eerst geldig gepubliceerd in 1983 door Platt.